# 台灣血液基金會
醫療財團法人台灣血液基金會（Taiwan Blood Services Foundation）負責統籌分配臺灣的捐血、血液檢驗與領血業務，轄下共有台北、新竹、台中、高雄4個捐血中心，每個捐血中心再轄若干個捐血站、捐血室、捐血車、固定捐血點、巡迴捐血點。
現任基金會董事長為前行政院衛生署署長侯勝茂。

## 簡史

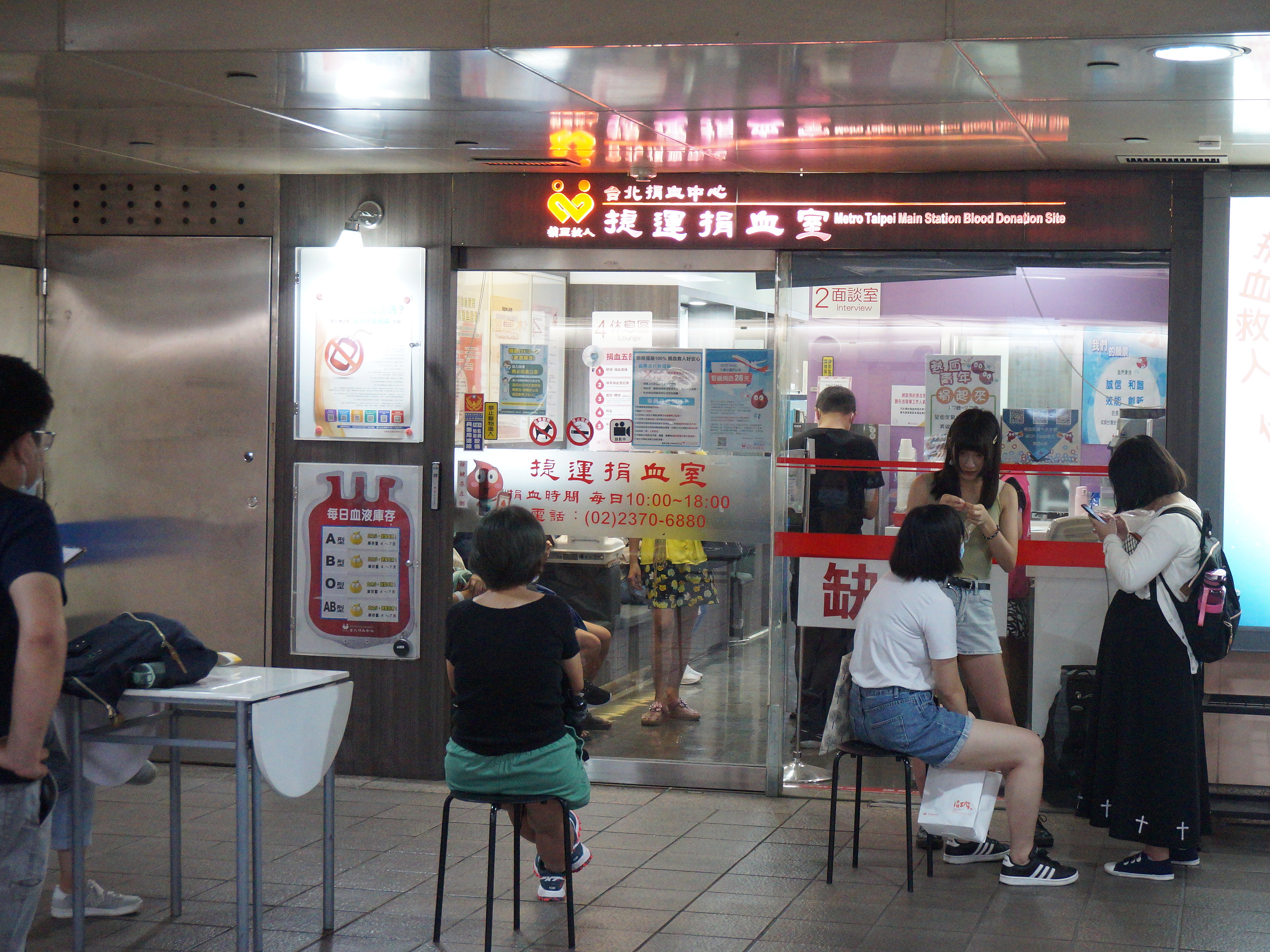
位於台北車站地下的捷運捐血室

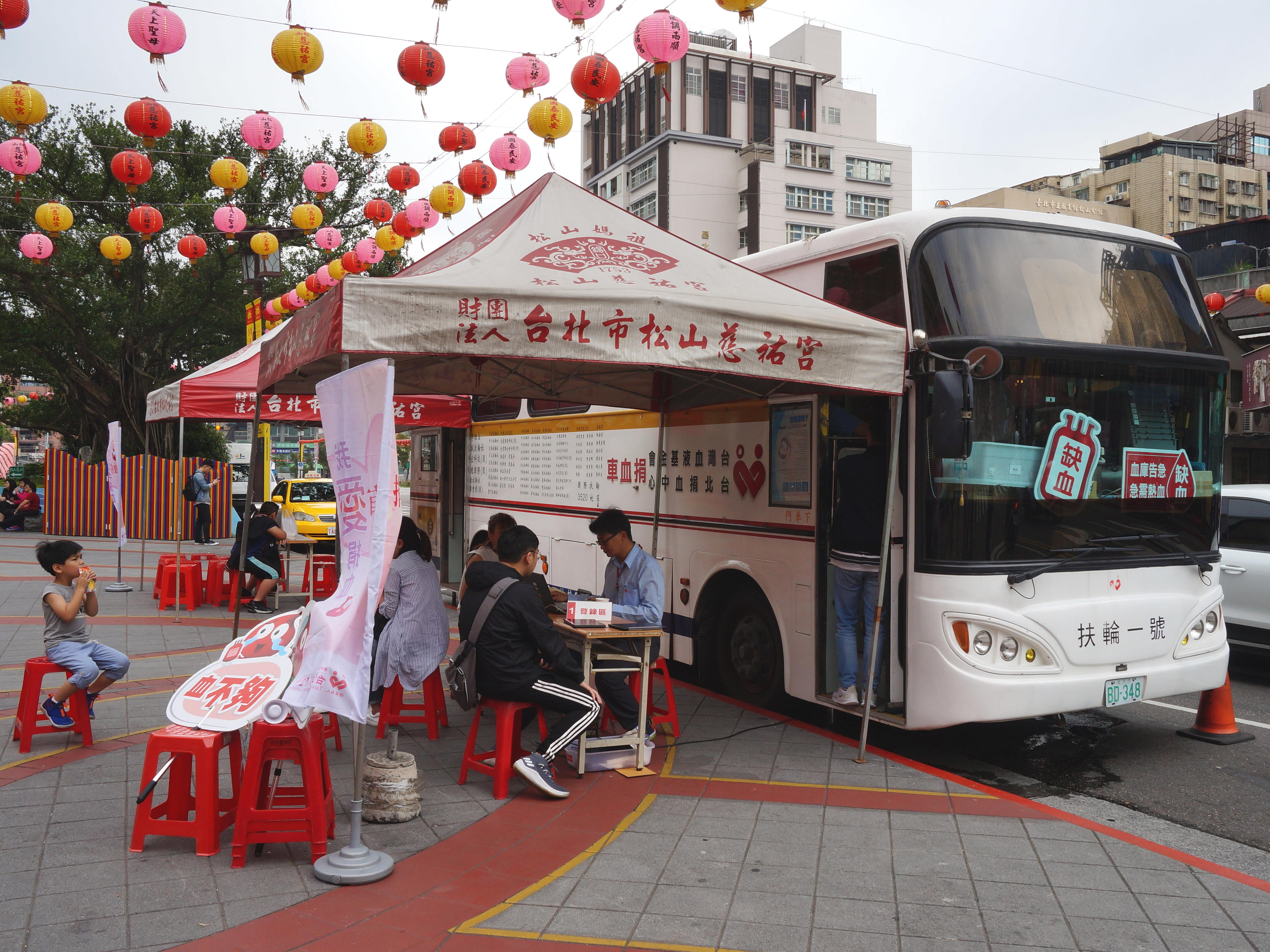
位於松山慈祐宮的捐血車

1974年以前，台灣的醫療用血幾乎全靠職業賣血者（俗稱「血牛」）供應，無法控制品質，不僅有傳染疾病的風險，對賣血者與用血者的健康沒有保障，更損害國家形象。1974年4月19日，在中華民國紅十字會台灣省分會會長蔡培火的倡導下正式成立「中華民國捐血運動協會」，從此台灣走入自願無償捐血的時代。
《醫療法》施行後，捐血事業定位為醫療保健機構，主管機關為行政院衛生署；因此，中華民國捐血運動協會於1990年1月1日捐資成立「財團法人中華民國捐血事業基金會」。而後，中華民國捐血事業基金會於1992年7月1日再更名為「財團法人中華血液基金會」，將捐血事業擴及血液研究。為因應國際交流及實際局勢需要，中華血液基金會於2004年10月18日再次更名為「財團法人台灣血液基金會」。2008年4月28日，依行政院衛生署公告之《醫療財團法人及其設立醫療機構或其他附設機構命名原則》，台灣血液基金會更名為「醫療財團法人台灣血液基金會」。

## 組織體系

### 本會
- 董事會
- 董事長
- 副董事長
  - 醫學諮詢委員會
- 執行長、副執行長

### 業務單位
- 醫務處
- 業務處
- 研究處
  - 台北捐血中心
  - 新竹捐血中心
  - 台中捐血中心
  - 高雄捐血中心

## 捐血中心

### 台北捐血中心

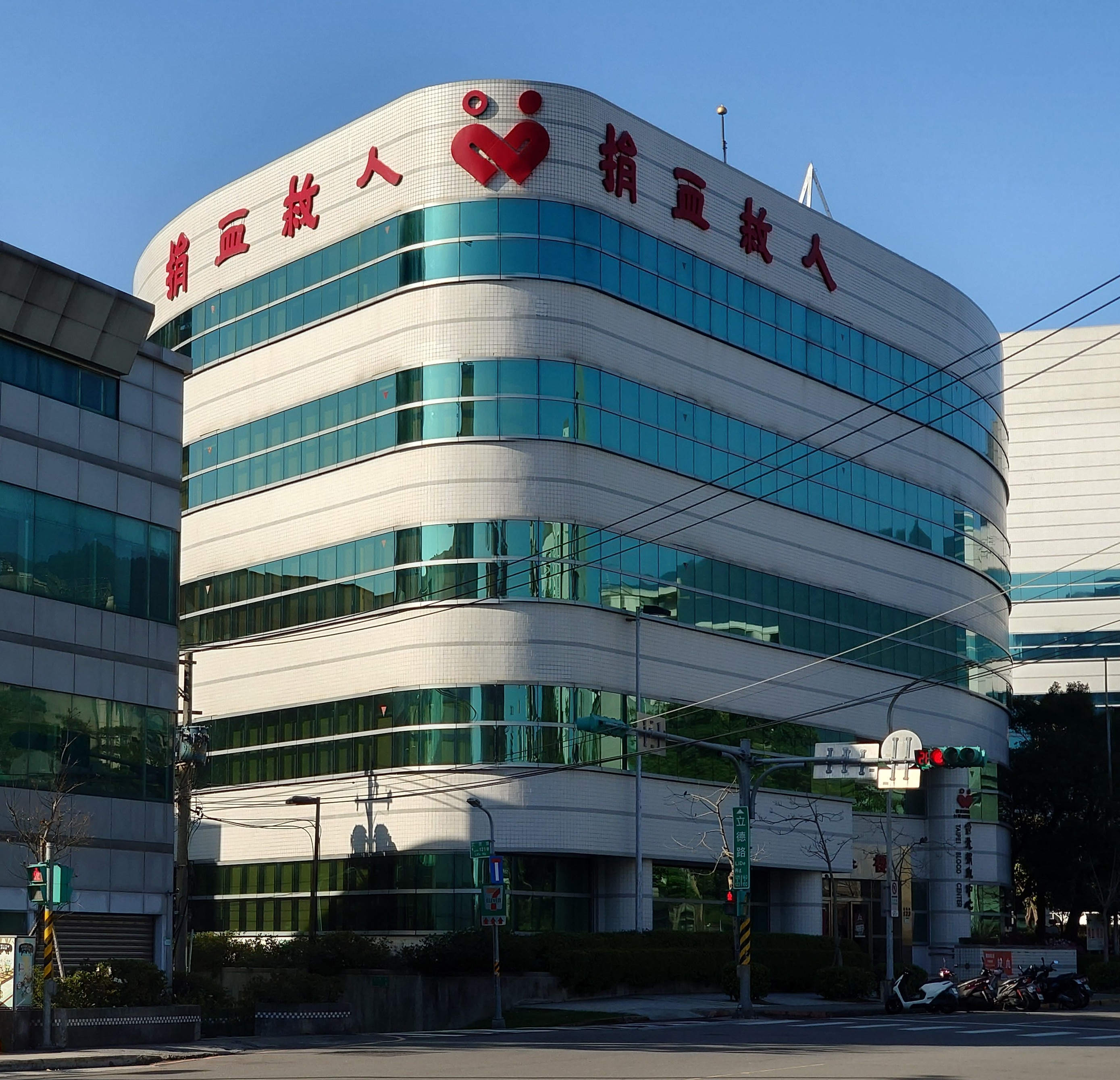
台北捐血中心

成立於1974年8月1日。現今管轄範圍為臺北市、新北市、基隆市、宜蘭縣、花蓮縣、金門縣、連江縣。

### 新竹捐血中心
成立於1992年5月1日。現今管轄範圍為桃園市、新竹市、新竹縣、苗栗縣。

### 台中捐血中心
成立於1975年10月31日。現今管轄範圍為臺中市、彰化縣、南投縣、雲林縣。

### 高雄捐血中心

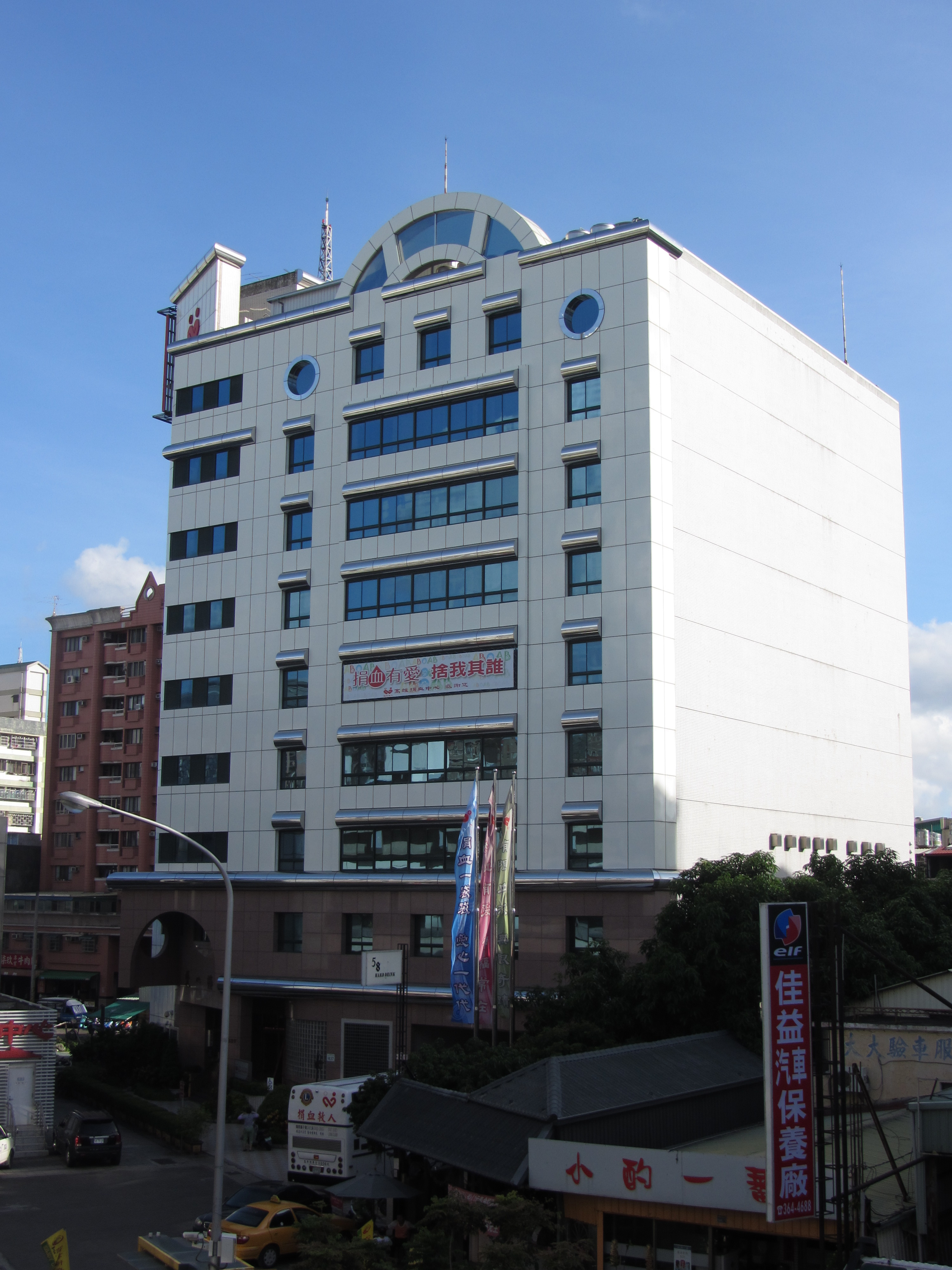
高雄捐血中心

成立於1976年12月21日。現今管轄範圍為高雄市、臺南市、嘉義市、嘉義縣、屏東縣、澎湖縣、臺東縣。

## 歷屆董事長
| 任次   | 姓名   | 任期                         | 備註     |
| 董事長 | 董事長 | 董事長                       | 董事長   |
| ------ | ------ | ---------------------------- | -------- |
| 1      | 郭驥   | 1990年1月1日至1993年12月31日 | 任內逝世 |
| 2      | 魏火曜 | 1994年1月1日至1997年12月31日 | 任內逝世 |
| 3      | 林國信 | 1998年1月1日至2001年12月31日 |          |
| 4      | 林國信 | 2002年1月1日至2005年12月31日 |          |
| 5      | 林國信 | 2006年1月1日至2009年12月31日 |          |
| 6      | 林國信 | 2010年1月1日至2013年12月31日 | 任內逝世 |
| 7      | 葉金川 | 2014年1月1日至2017年12月31日 |          |
| 8      | 侯勝茂 | 2018年1月1日至2021年12月31日 |          |
| 9      | 侯勝茂 | 2022年1月1日至2026年12月31日 |          |

## 近年代言人
- 徐佳瑩：

臺灣著名華語流行音樂創作歌手。
2015年6月起代言。
- 林昱綺：

臺灣三項鐵人運動員。
2015年6月起代言。
- 基斯坦奴·朗拿度（C羅）：

葡萄牙知名足球運動員。
2016年8月起代言。
口號為「BE THE 1」。
- 曾沛慈：

臺灣著名歌手、演員。
2017年10月1日起代言。
- 吳汶芳：

臺灣著名創作歌手。
2019年6月15日起代言。